# Сербская кампания (1914)
Се́рбская кампа́ния 1914 го́да (серб. Српска кампања) — военные операции во время Первой мировой войны на балканском театре военных действий, продолжавшиеся с 28 июля по 15 декабря 1914 года. 
Боевые действия велись между войсками Австро-Венгрии с одной стороны, и войсками Королевства Сербии и Королевства Черногории — с другой. Началась 28 июля 1914 года, когда Австро-Венгрия объявила войну Сербии и начала бомбардировку Белграда, а 12 августа начало полномасштабное вторжение в Сербию. Кампания завершилась победой Сербии и Черногории, которые смогли отразить австро-венгерское наступление и изгнать австро-венгерские войска из Сербии.
12 августа австро-венгерские войска под командованием генерала Оскара Потиорека начали свое первое наступление на Сербию, атаковав силами 5-й и 6-й армий с запада и севера. Сербская армия под командованием генерала Радомира Путника, используя свои знания пересеченной местности и стратегическое преимущество рек, разгромила 5-ю армию в битве при Цере, отбросив все австро-венгерские войска из Сербии, что стало первой победой союзников в Первой мировой войне.
После провала первого вторжения австро-венгрское командование перегруппировало войска и в сентябре 1914 года начало второе вторжение, но в битве на Дрине сербы отбросили 5-ю армию обратно в Боснию, в то время как 25 сентября вынудили остальные части противника отступить, чтобы избежать окружения. 
24 октября в ходе Валевского наступления Потиорек начал третье вторжение, на этот раз глубоко в северную Сербию, захватив 2 декабря 1914 года столицу Сербии Белград. После успешного контрнаступления в битве при Колубаре сербской армии удалось до конца декабря снова изгнать войска Центральных держав со своей территории, что привело к окончанию кампании.
Потиорек был отстранен от командования после того, как три вторжения не достигли ни одной из своих целей. Кампания стоила империи 28 000 убитых и 122 000 раненых. Сербские потери также были тяжелыми: 22 000 убитыми, 91 000 ранеными и 19 000 пленными или пропавшими без вести. 
Менее чем через год, объединив армии Германии, Австро-Венгрии и Болгарии, Центральные державы вернулись для массированного наступления во время сербской кампании 1915 года. После этого последовало отступление сербской армии в Албанию. 
В 1918 году территория страны была освобождена от оккупации, а после последующего распада Австро-Венгрии Сербия образовала Королевство сербов, хорватов и словенцев.